# Team William
Team William is een Belgische indie/rockband die bestaat sinds 2006. De band bestaat uit Floris De Decker, Arne Sunaert, Nils Tijtgat en Matthias Dillen.

## Geschiedenis
De leden van Team William waagden in 2008 hun kans in Humo's Rock Rally: ze drongen door tot de finale op 16 maart 2008 en werden uiteindelijk derde (na Steak Number Eight en Jasper Erkens). Ze wonnen de dag nadien in Amsterdam ook de Strijd Der Lage Landen en later de Fnac Unsigned Music Talents. Daarnaast werden ze ook derde in het Oost-Vlaams Rockconcours.
In de zomer van 2008 speelde de band op Les Ardentes, Rock Zottegem, Dour, de Gentse Feesten, Bruksellive en Marktrock.
In 2009 kwam dan het debuutalbum Team William uit. Dit werd geproduceerd door Mario Goossens, gekend als drummer van Triggerfinger en producer van het debuutalbum van The Black Box Revelation. De cd kreeg goede kritieken en werd gedraaid op Studio Brussel: in 'De Afrekening' haalde de single 'Lord Of The Dogs' nummer 10. In maart 2009 kreeg Team William de kans op te treden op het Canadian Music Week showcase festival. Hun nummer Everything was a Verb werd die maand ook gebruikt voor een vrijwilligerscampagne op de nationale televisie. Team William werd door Poppunt ook geselecteerd voor het Excite project, een Europese uitwisseling van internationaal talent. Daarmee konden ze spelen in Denemarken, Spanje, Nederland en Schotland. Ook in Schotland nam JIMtv een mini-docusoap op over hun optredens aldaar in de reeks “Puur Belgisch”. In België stonden ze dat jaar op grote festivals als Boomtown en Pukkelpop. De dag van hun Pukkelpop optreden, 22 augustus, tekende de groep ook een contract met EMI Music Publishing.

## Discografie

### Albums
| Album met hitnotering(en) in de Vlaamse Ultratop 200 albums | Datum van verschijnen | Datum van binnenkomst | Hoogste positie | Aantal weken | Opmerkingen |
| ----------------------------------------------------------- | --------------------- | --------------------- | --------------- | ------------ | ----------- |
| Team William                                                | 15-06-2009            | 27-06-2009            | 25              | 12           |             |
| Drama                                                       | 17-04-2015            | 25-04-2015            | 47              | 5            |             |

### Singles
| Single met hitnotering(en) in de Vlaamse Ultratop 50 | Datum van verschijnen | Datum van binnenkomst | Hoogste positie | Aantal weken | Opmerkingen |
| ---------------------------------------------------- | --------------------- | --------------------- | --------------- | ------------ | ----------- |
| You look familiar                                    | 2009                  | 23-01-2010            | tip18           | -            |             |
| Wonderyear III                                       | 01-03-2010            | 01-05-2010            | tip12           | -            |             |
| 1995                                                 | 02-03-2015            | 14-03-2015            | tip46           | -            |             |
| Stormy weather                                       | 15-06-2015            | 27-06-2015            | tip71           | -            |             |

## Bandleden
- Floris De Decker (zang/gitaar)
- Arne Sunaert (keyboards)
- Nils Tijtgat (bass)
- Matthias Dillen (drums)